# Macario I
Macario I, al secolo Michail Petrovič Bulgakov (in russo Михаил Петрович Булгаков?) (Surkovo, 19 settembre 1816 – Mosca, 9 giugno 1882), fu, dall'8 aprile 1879 al 9 giugno 1882, giorno in cui morì per un ictus, vescovo metropolita di Mosca. Fu inoltre un teologo ed un importante storico della Chiesa russa.

## Biografia

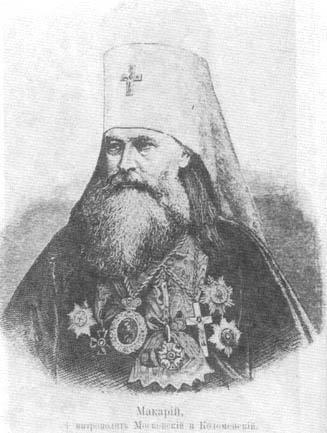
Disegno del metropolita Macario I (1880 circa).

Nel 1841 si laureò all'Accademia Ecclesiastica di Kiev, della quale fu decano dal 1851 al 1857. Il suo manuale per studenti, Teologia Dogmatica Ortodossa, fu originariamente stampato in sei volumi tra il 1847 e il 1853. Nel 1866 Macario cominciò la pubblicazione della sua opera Storia della Chiesa Russa, per la quale è ricordato; il dodicesimo volume, riguardante il patriarcato di Nikon, fu pubblicato postumo.
Macario è considerato uno dei tre maggiori storici della Chiesa dell'Impero russo, insieme a Filaret Gumilevskij ed Evgenij Golubinskij.
Fu sepolto nel monastero della Trinità di San Sergio a Sergiev Posad.